# Menhire Jean und Jeanne

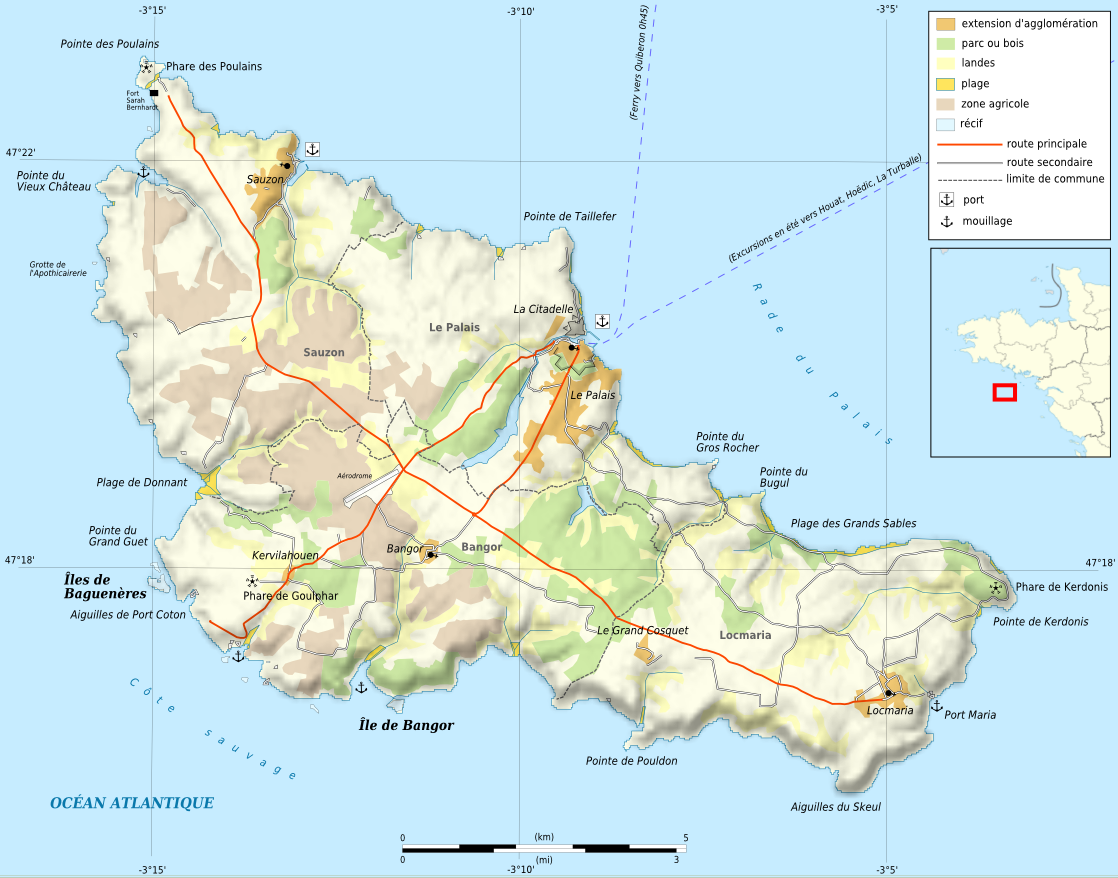
Belle-Île-en-Mer

Die Menhire Jean und Jeanne von Kerlédan stehen 340 m voneinander entfernt, östlich des Dorfes Kerlédan, an der Abzweigung der Straße D25 in Sauzon auf der Belle-Île-en-Mer im Département Morbihan in der Bretagne in Frankreich.
Jean steht etwa 140 m und Jeanne etwa 410 m nordöstlich des Weilers Petit-Anvorte. Jean ist etwa 4,7 und Jeanne etwa 4,05 m hoch. Es gibt nur noch wenige Menhire auf der Insel. Jean und Jeanne wurden zur Erinnerung an zwei andere Menhire, die 1830 zerstört wurden, benannt. „Jean de Runelo“ aus rotem Schiefer war 3,6 m hoch und „Jeanne de Runelo“ aus Granit hatte eine Höhe von 7,86 m und ein Gewicht von etwa 25 Tonnen.
Der Historiker Théodore-Gaston-Joseph Chasle de La Touche schrieb 1852 in der „Histoire de Belle-Ile-En-Mer“: „Diese zwei schönen Menhire wurden zerbrochen, um die Mauern des Hofes Kersantel zu errichten.“
In der Nähe liegen/stehen der Tumulus von Borderun und der 3,5 m hohe und 6,2 Tonnen schwere Menhir Pierre Sainte Anne.

Jean und Jeanne und Pierre Sainte Anne
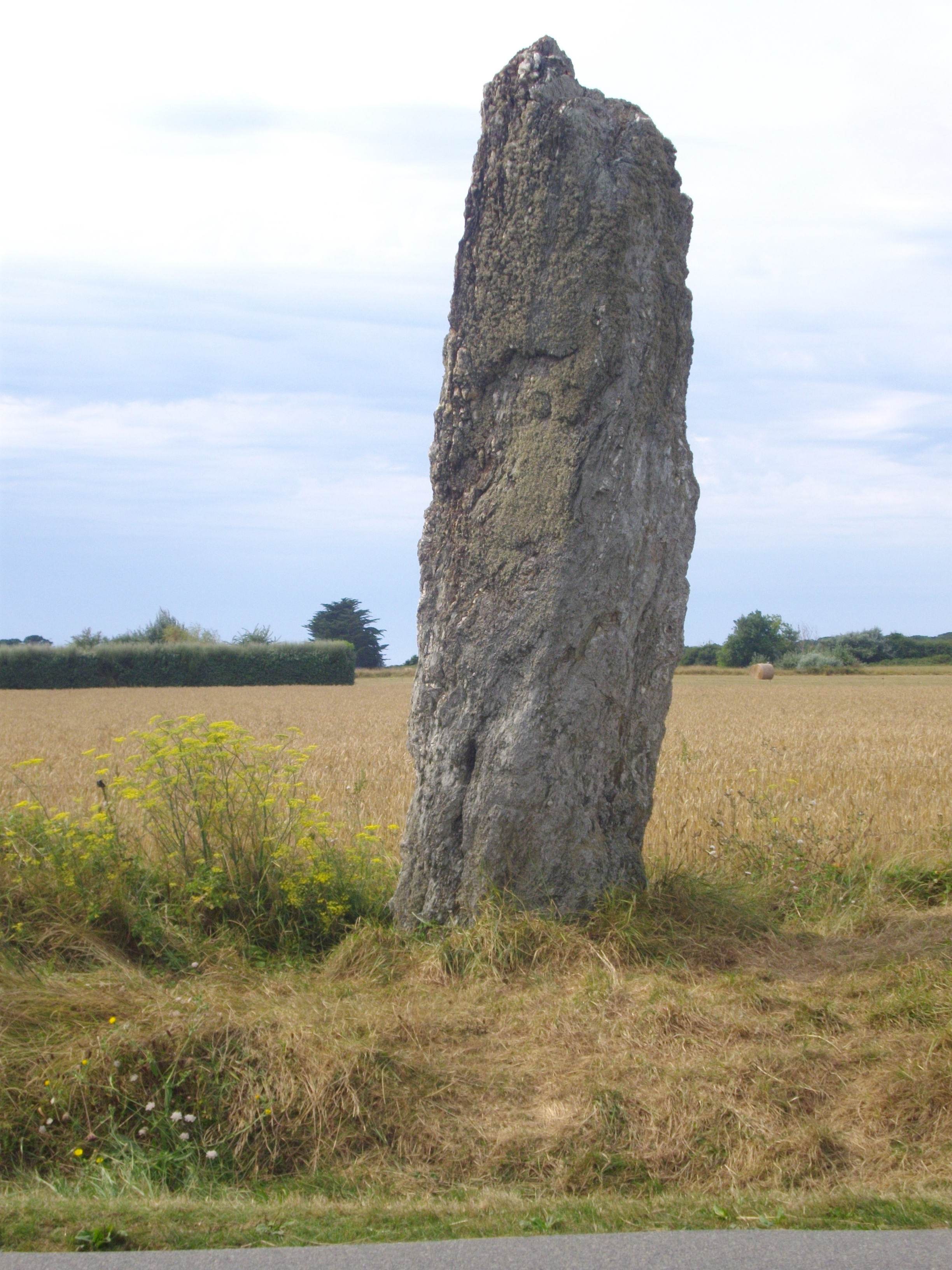
Jean
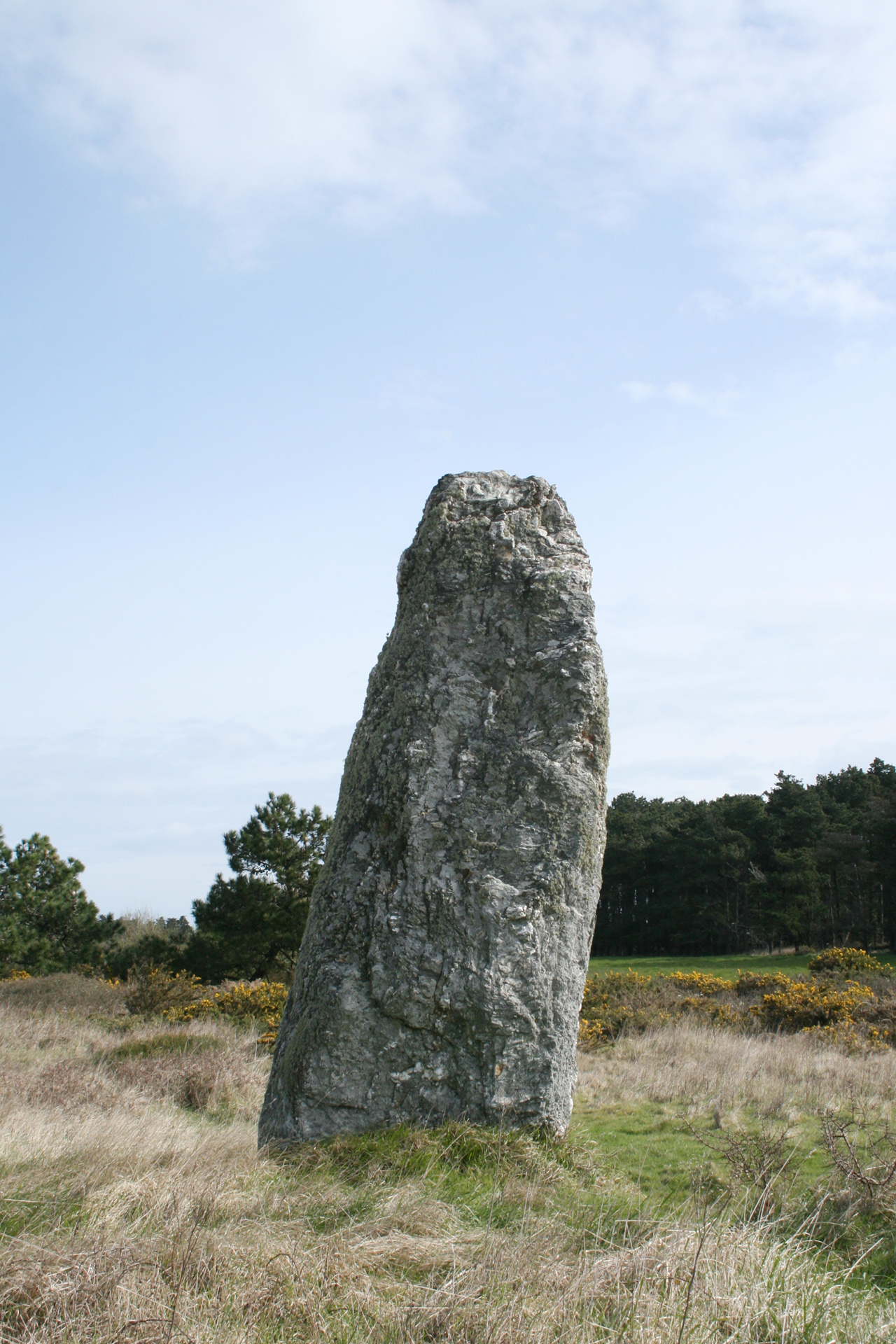
Jeanne
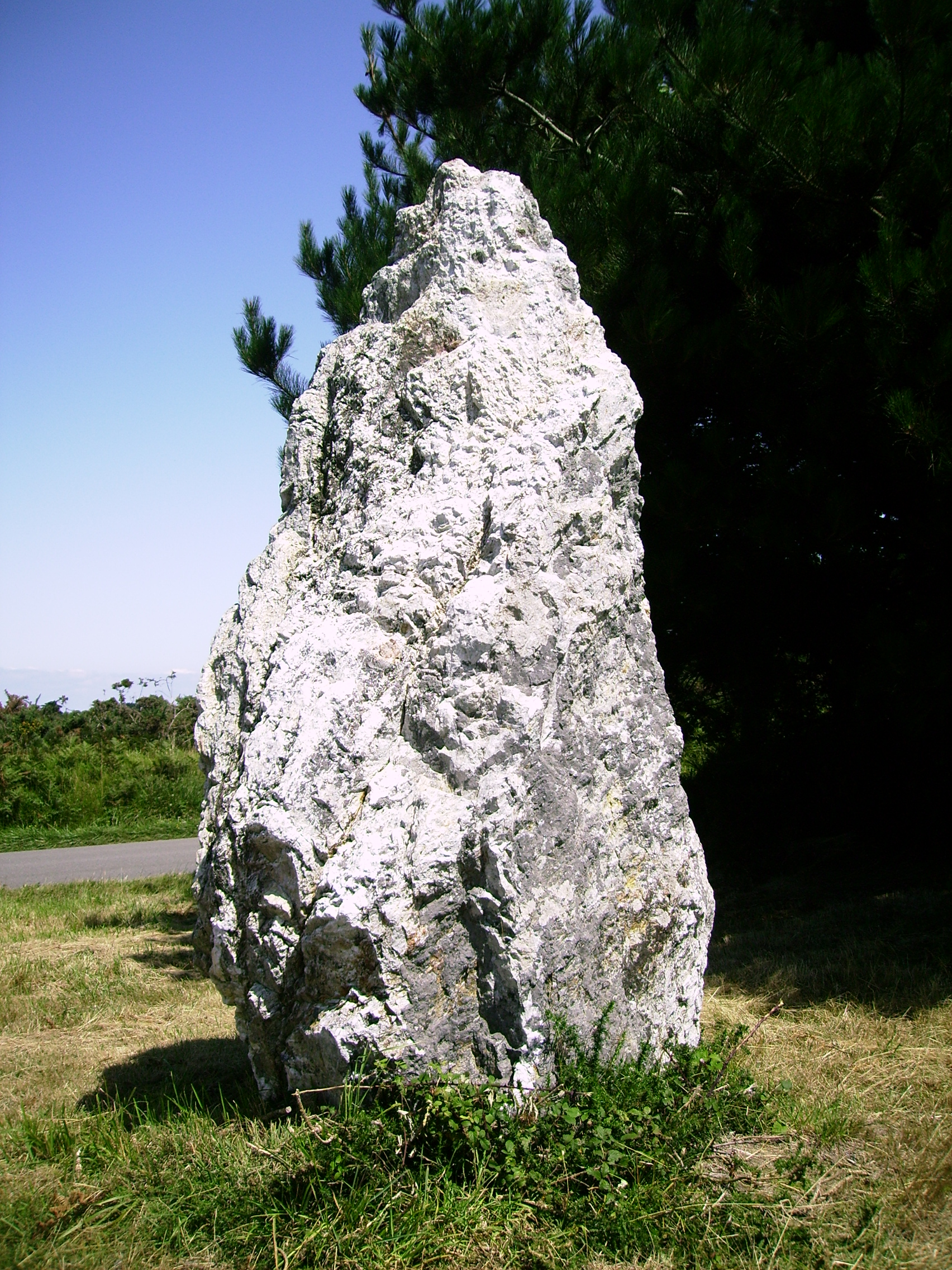
Pierre Sainte Anne